# Common Flash Memory Interface
Common Flash Memory Interface, kurz CFI, ist eine von AMD, Fujitsu, Intel und Sharp gemeinsam entwickelte standardisierte Schnittstelle, über die man Eigenschaften von Flashspeicherbausteinen auslesen kann.
Diese Informationen erlauben die Implementierung generischer Algorithmen für die Flash Programmierung.